# Schulmuseum Steinhorst

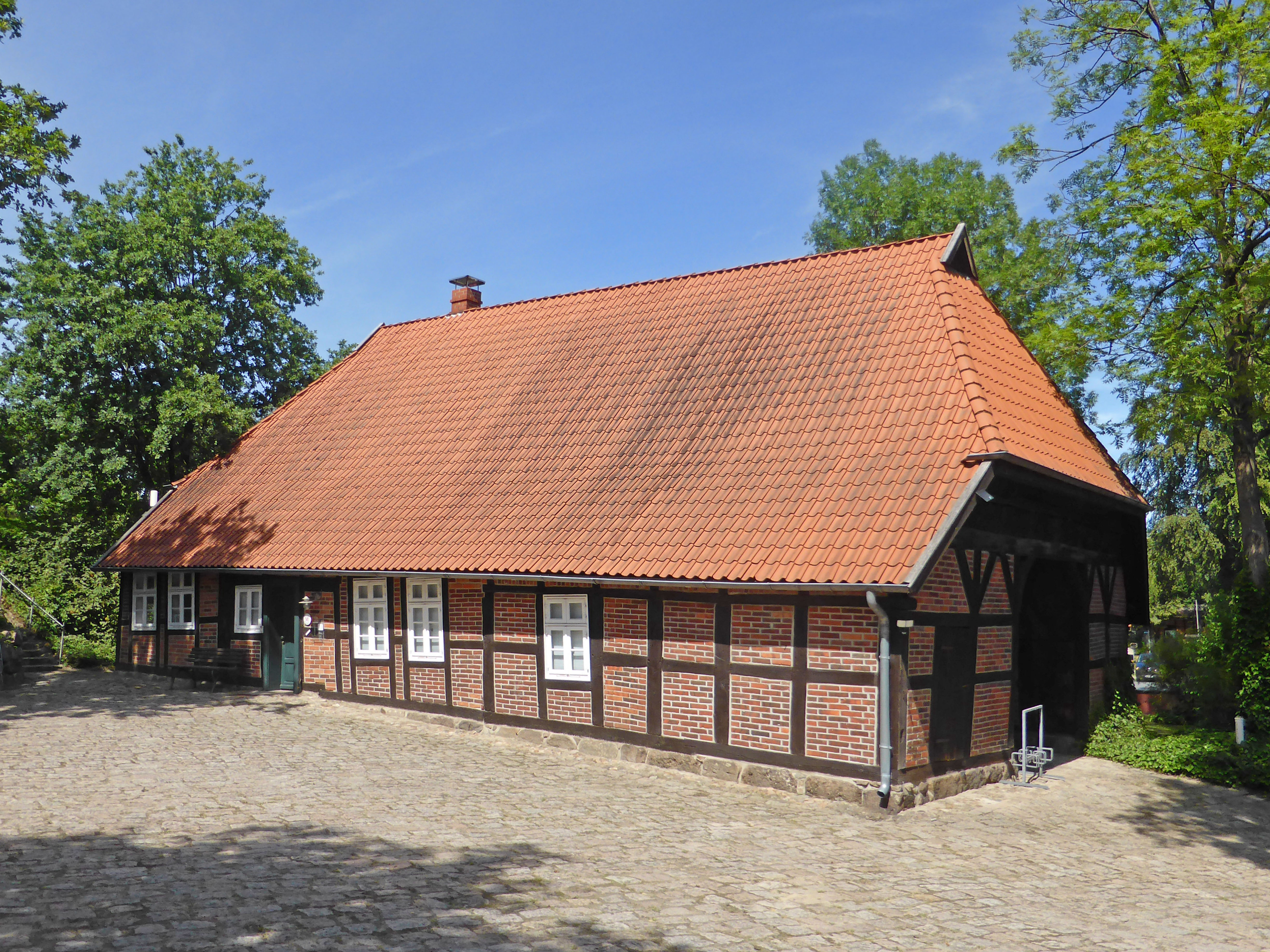
Schulmuseum

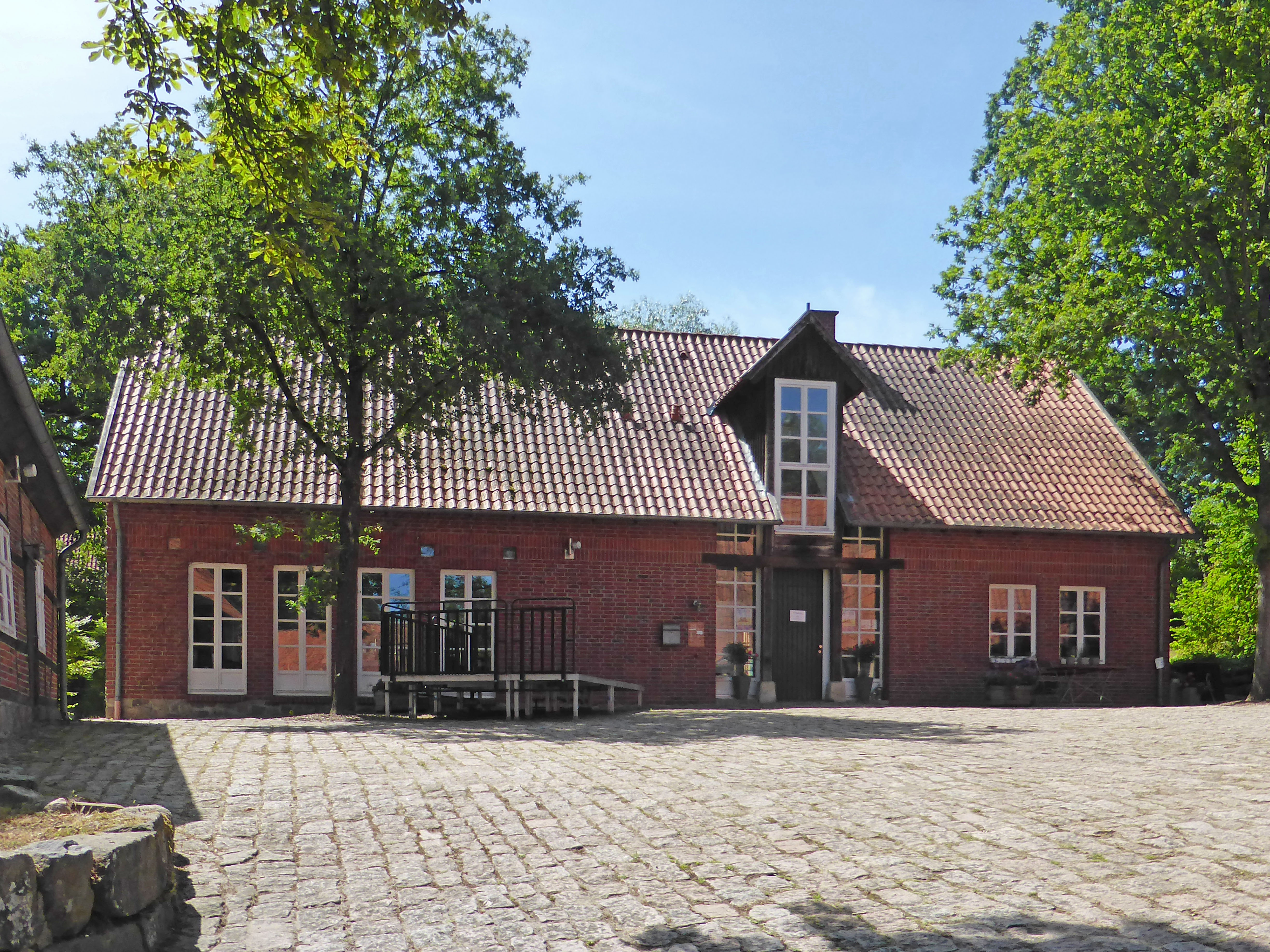
Erich-Weniger-Haus

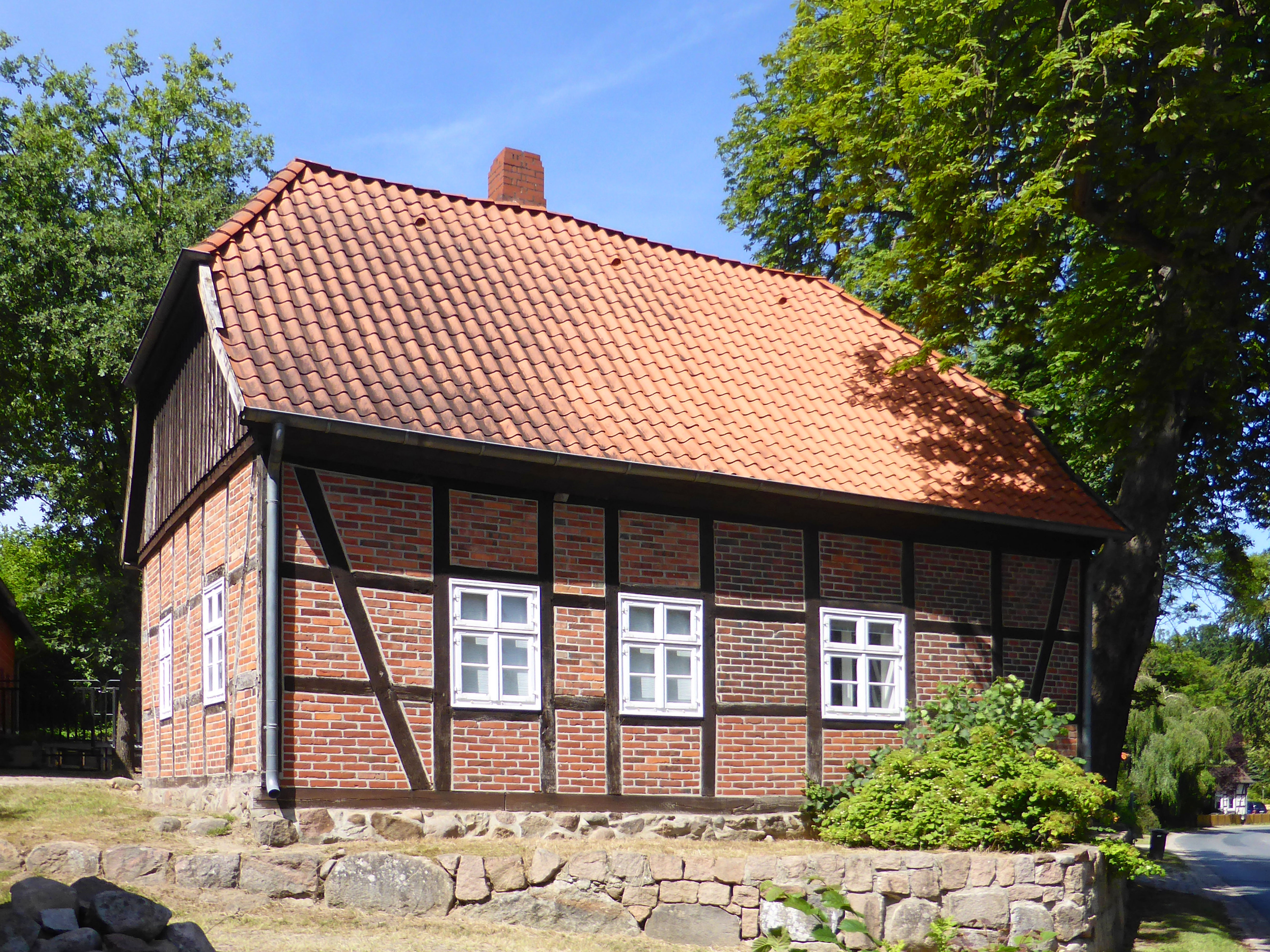
Alte Schmiede

Das Schulmuseum Steinhorst liegt im Heideort Steinhorst im Landkreis Gifhorn in Niedersachsen und ist Teil der Museen des Landkreises Gifhorn und damit der Bildungs- und Kultur gGmbH des Landkreises Gifhorn.

## Über das Museum
Das Schulmuseum Steinhorst befindet sich im Gebäudeensemble am Schmiedeberg. Zur dreiteiligen Hofanlage gehören das Museums-Hauptgebäude (ein  restauriertes Fachwerk-Bauernhaus aus dem 17. Jahrhundert), die „alte Schmiede“ (ein 1822 errichtetes kleineres Fachwerk-Nebengebäude) und das Erich-Weniger-Haus. Dieses wurde nach dem in Steinhorst geborenen Pädagogen und Didaktiker Erich Weniger benannt. Es ist ein Neubau anstelle der nicht mehr vorhandenen Scheune und ist ein Tagungshaus mit Räumlichkeiten für Veranstaltungen und Sonderausstellungen des Schulmuseums und des Fördervereins.
Die Dauerausstellung des Schulmuseums befindet sich im Hauptgebäude. Sie umfasst zum einen ein originalgetreu eingerichtetes Klassenzimmer der Zeit um 1900. Sämtliche Einrichtungsgegenstände sind original. Das Klassenzimmer ist begehbar und kann von Besuchern „ausprobiert“ werden. Es wird auch für museumspädagogische Veranstaltungen mit Schulklassen genutzt. Die Dauerausstellung zeigt außerdem Aspekte der Geschichte von Schule und Bildung in Deutschland. Das älteste Objekt ist ein mittelalterlicher Schreibgriffel der „Harzer Gruppe“ aus der Zeit um 1200. Die Dauerausstellung wurde 2021–2022 komplett neu gestaltet.
Jedes Jahr widmen sich wechselnde Sonderausstellungen verschiedenen Themen, vor allem aus den Bereichen Schul- und Kindheitsgeschichte.
Das Museum leitete von 1992 bis 2016 Wolfgang Böser. Nach einer Vakanz leitete Arne Homann von 2018 bis 2020 das Museum. Seitdem (Stand 2023) gibt es keine wissenschaftlich qualifizierte Museumsleitung.
Im Schulmuseum Steinhorst und dem Erich-Weniger-Haus findet seit 1994 jährlich vor allem im Juli und August der „Steinhorster Lesesommer“ mit einer Reihe kultureller Veranstaltungen statt. Trotz starker Einschränkungen durch die Corona-Pandemie gelang es auch im Jahr 2020 einen – reduzierten und planerisch angepassten – Lesesommer durchzuführen.
2022 wurde das Museum zum zweiten Mal nach 2015 mit dem Museumsgütesiegel des Museumsverbands Niedersachsen und Bremen e.V. ausgezeichnet.
Das Schulmuseum Steinhorst hat eigene Publikationen zur Schul- und Kindheitsgeschichte herausgebracht. Insgesamt 11 Bände erschienen von 1989 bis 2008 in den Steinhorster Schriften und Materialien zur regionalen Schulgeschichte und Schulentwicklung. Nach deren Einstellung erschien im November 2020 der erste Band der thematisch breiter aufgestellten, neuen Schriftenreihe des Schulmuseums, der Steinhorster Beiträge zur Geschichte von Schule, Kindheit und Jugend.

## Publikationen
- Wolfgang Böser: Archivquellen zur Entwicklung des Schulwesens im Landkreis Gifhorn. Gifhorn und Braunschweig 1989. (Quellenverzeichnis zur regionalen Schulgeschichte, Teil 1; Steinhorster Schriften und Materialien zur regionalen Schulgeschichte und Schulentwicklung, 1,1)
- Heinz-Günter Gutmann: Gifhorn im Zeichen von Blut und Boden. Nationalsozialismus im Landkreis Gifhorn. Braunschweig und Gifhorn 1991. (Steinhorster Schriften und Materialien zur regionalen Schulgeschichte und Schulentwicklung, 2)
- Wolfgang Wangerin (Hrsg.): Pfui, ruft da ein jeder. Alte Kinderbücher aus der Vordemann-Sammlung der Universität Göttingen; Ausstellungskatalog [ein Projekt der Arbeitsgruppe Historische Jugendbuchforschung am Fachbereich Erziehungswissenschaften der Georg-August-Universität Göttingen und des Schulmuseums Steinhorst; Ausstellung und Katalog: Angelika Bochem u. a.]. Göttingen und Steinhorst 1992.
- Harald Wiesner: Außerunterrichtliches Schulleben in der Stadt Braunschweig von 1871 bis 1991 zwischen staatlichem Herrschaftsanspruch und pädagogischer Autonomie. Eine historisch-systematische Untersuchung seiner Gestaltungsformen. Braunschweig und Gifhorn 1993. (Steinhorster Schriften und Materialien zur regionalen Schulgeschichte und Schulentwicklung, 3)
- Ingrid Burdewick, Ina Martin: Mutt de Deern denn wat leern? Mädchen- und Frauenbildung auf dem Lande im 19. und 20. Jahrhundert am Beispiel der Region Gifhorn; Begleitband zur Sonderausstellung im Schulmuseum Steinhorst. Gifhorn 1994
- Karl Neumann, Ingrid Burdewick (Hrsg.): Ein bisschen mehr Macht. Politische Partizipation von Mädchen und Jungen, Begleitband zur Sonderausstellung im Schulmuseum Steinhorst. Braunschweig und Gifhorn 1998. (Steinhorster Schriften und Materialien zur regionalen Schulgeschichte und Schulentwicklung, 9)
- Ursula Kolloch, Heinrich Randoph: Ein Lehrerleben zur Kaiserzeit, Begleitband zur Sonderausstellung im Schulmuseum Steinhorst. Steinhorst und Gifhorn 2004.
- Sabine Ahrens: Halsbrechende Künste?! Zur Geschichte des Schulsports in der Region Braunschweig-Gifhorn, Begleitband zur Sonderausstellung im Schulmuseum Steinhorst. Braunschweig und Gifhorn 2008. (Steinhorster Schriften und Materialien zur regionalen Schulgeschichte und Schulentwicklung, 11)
- For my children. Aus dem Seesack eines Kriegsheimkehrers 1947, Begleitband zur Sonderausstellung im Schulmuseum Steinhorst, Gifhorn 2017. (Schriften der Museen des Landkreises Gifhorn, 1)
- Arne Homann: Neuzgänge. Interessantes, Spannendes und Überraschendes aus dem Depot, Sonderausstellung 1. August bis 14. Oktober 2018. Steinhorst 2018.
- Arne Homann: Weltenbrand und Karikatur. Franz Jütter – ein Künstler kommentiert den ersten Weltkrieg, Sonderausstellung 2018–2019. Steinhorst 2018.
- Ulrike Pilarczyk, Ofer Ashkenazi, Arne Homann (Hrsg.): Hachschara und Jugend-Alija. Wege jüdischer Jugend nach Palästina 1918-1941. Gifhorn 2020. (Steinhorster Beiträge zur Geschichte von Schule, Kindheit und Jugend, 1)